# Granat (nazwisko szwedzkie)
Granat – nazwisko pochodzenia szwedzkiego, którego inna poprawna pisownia to Granath. Nazwisko to jest zaliczane do szwedzkich nazwisk szlacheckich i znajduje się w spisie szwedzkiej arystokracji.